# Украсена тесноуста жаба
Украсената тесноуста жаба (Scaphiophryne gottlebei) е вид земноводно от семейство Microhylidae. Видът е застрашен от изчезване.

## Разпространение
Разпространен е в Мадагаскар.